# Saharet

Saharet, 1909

Saharet, geborene Clarissa Rose Campell, verheiratete von Frantzius, verheiratete Lowe (* 21. März 1879 in Melbourne, Victoria; † 24. Juli 1964 Battle Creek, Michigan) war eine australische Cancan-Tänzerin.

## Leben

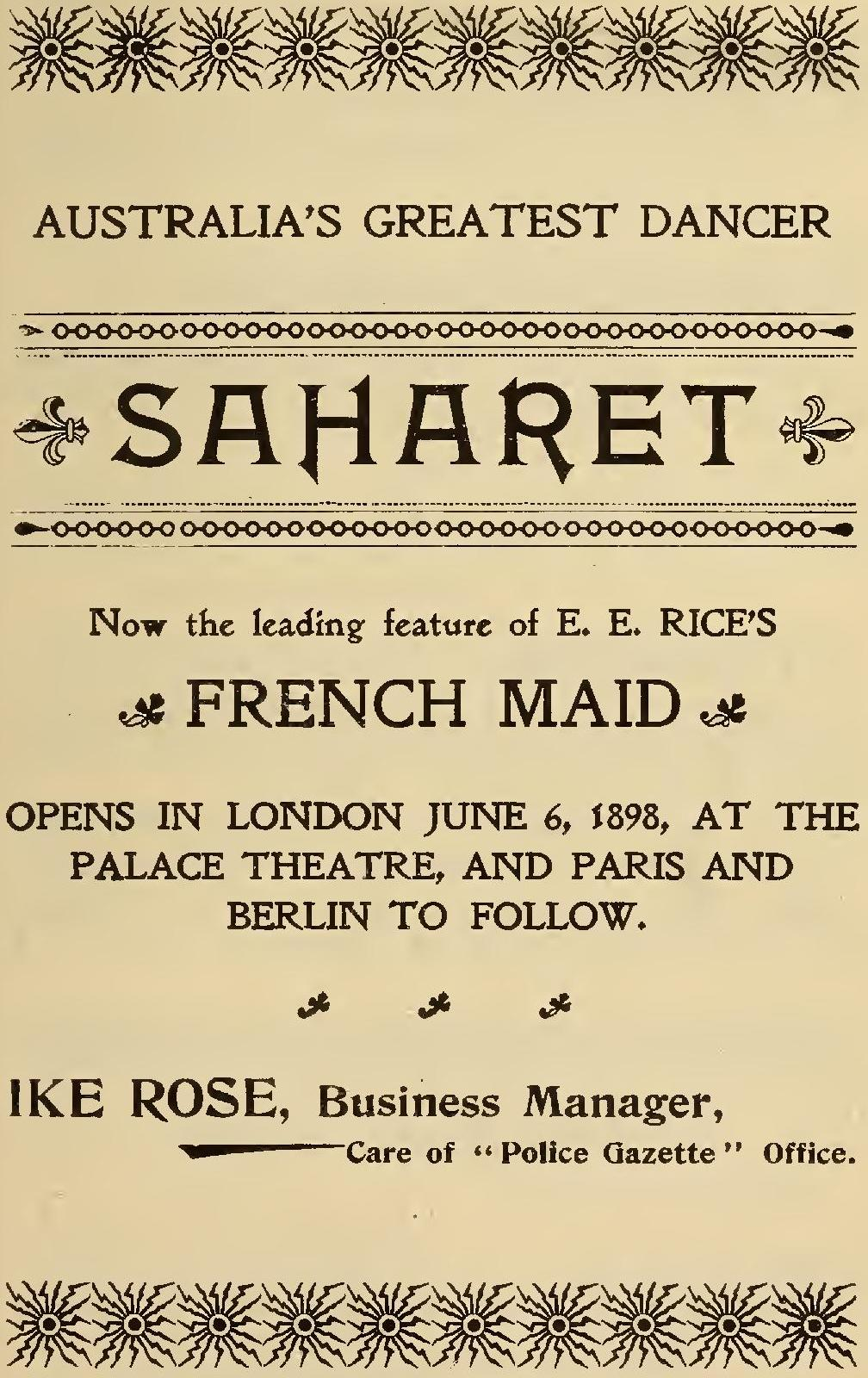

Saharet wurde in Melbourne, Australien, geboren und debütierte bereits mit sechzehn Jahren im Ballett. Kurze Zeit später zog sie mit ihrer Familie nach San Francisco. Dort erhielt sie am Orpheum Theatre ein Engagement als danseuse excentrique.  Nach wenigen Monaten reiste sie nach New York und unternahm von dort aus eine Amerika-Tournee. Der Direktor der Folies Bergère engagierte sie 1897 für Paris, und im gleichen Jahr heiratete sie Ike Rose, der für sie zahlreiche Gastspiele durch Deutschland, Österreich, Belgien, England, Amerika, Russland und andere Länder organisierte. 
Im Januar 1899 lud sie Franz von Lenbach, einer der Münchner Malerfürsten, nach München ein. Sie saß dem Maler Modell. Später verwendete ihr Ehemann die Porträts von Lenbach zu Werbezwecken, was den Maler sehr verärgerte. Franz von Stuck malte sie ebenso mehrmals in den Jahren 1902 bis 1907.
Viele Plakate erinnern an ihre Auftritte, wie 1899 im Frankfurter Orpheum oder im Berliner Wintergarten, wo sie bis 1912 immer wieder auftrat. U.a. trat sie auch mit den bekannten deutschen Komikern Otto Reutter und Albert Paulig auf. 
Sie spielte 1912 die Hauptrolle im Film Hexenfeuer. Weitere Auftritte lassen sich bis 1912 nachweisen. Ein Jahr später reiste sie nach Amerika, zehn Jahre später trat sie noch einmal im Berliner Wintergarten auf, zog sich dann aber von der Bühne zurück. 

## Filmografie
- 1897: Saharet
- 1905: Saharet, boléro
- 1912: Hexenfeuer
- 1912: Im goldenen Käfig
- 1912: Des Lebens Würfelspiel
- 1913: Mimosa-san
- 1914: On the Altar of Patriotism

## Bildergalerie

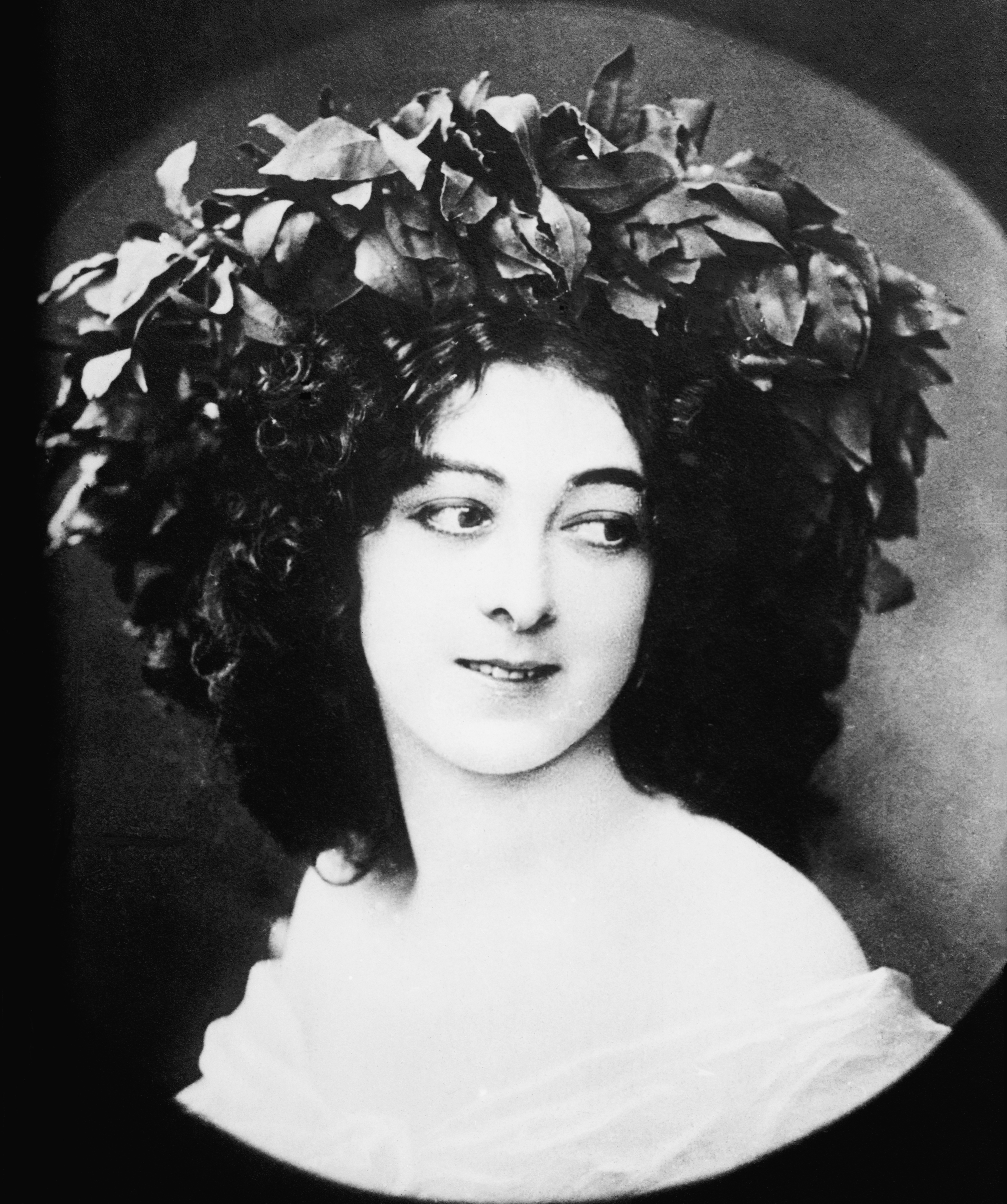
Saharet
Plakat mit Saharet, Berliner Wintergarten
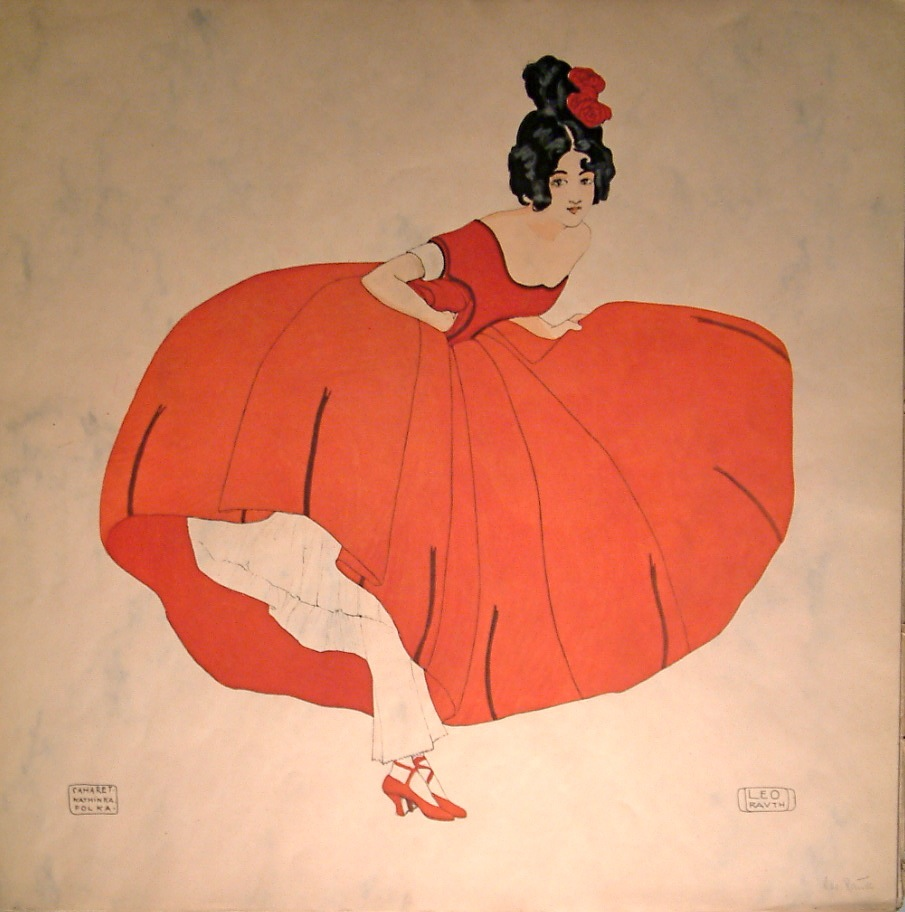
Leo Rauth: Saharet Kathinka-Polka
Saharet
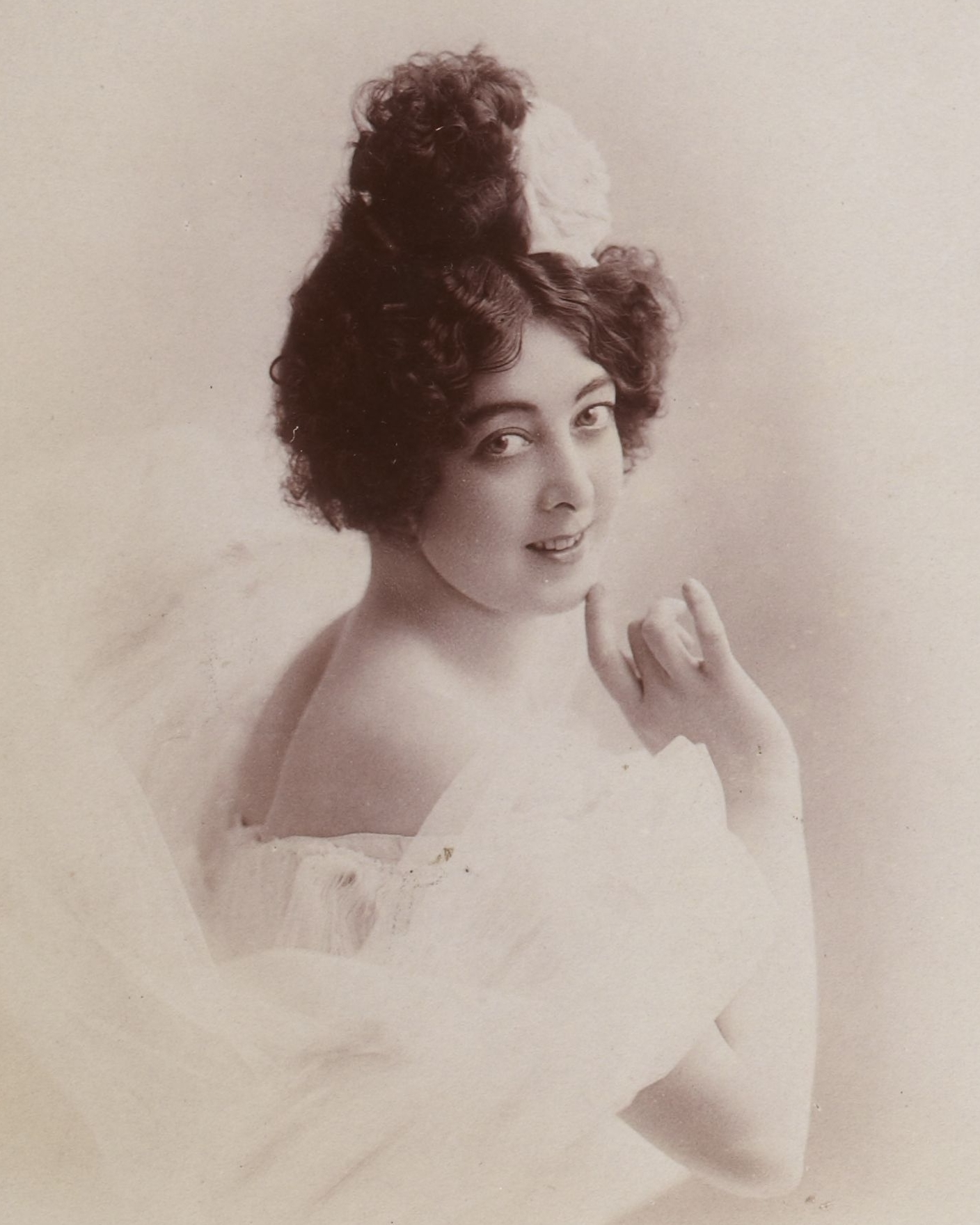
Saharet